# Chiviltic
Chiviltic är en ort i Mexiko.   Den ligger i kommunen Yajalón och delstaten Chiapas, i den sydöstra delen av landet, 800 km öster om huvudstaden Mexico City. Chiviltic ligger 1 699 meter över havet och antalet invånare är 368.
Terrängen runt Chiviltic är bergig åt nordväst, men åt sydost är den kuperad. Chiviltic ligger uppe på en höjd. Runt Chiviltic är det ganska tätbefolkat, med 129 invånare per kvadratkilometer. Närmaste större samhälle är Yajalón, 11,3 km öster om Chiviltic. Omgivningarna runt Chiviltic är en mosaik av jordbruksmark och naturlig växtlighet.